# جک باتلند
جک باتلند (انگلیسی: Jack Butland؛ زادهٔ ۱۰ مارس ۱۹۹۳) بازیکن فوتبال اهل انگلستان است که برای باشگاه رنجرز بازی می‌کند.